# Čistá u Horek
Čistá u Horek település Csehországban, Semilyi járásban. Čistá u Horek Bukovina u Čisté, Horka u Staré Paky, Studenec, Vidochov, Dolní Kalná, Borovnice, Horní Kalná és Horní Olešnice településekkel határos. Lakosainak száma 599 fő (2024. január 1.).

## Népesség
A település lakosságának változását az alábbi diagram mutatja:
| Lakosok száma | 1709 | 1426 | 1186 | 758  | 615  | 546  | 585  | 571  | 576  | 599  |
|               | 1869 | 1890 | 1921 | 1950 | 1980 | 2001 | 2017 | 2019 | 2022 | 2024 |